# Narciarstwo szybkie na Zimowych Igrzyskach Olimpijskich 1992
Narciarstwo szybkie na Zimowych Igrzyskach Olimpijskich 1992 w Albertville było dyscypliną demonstracyjną na tej zimowej olimpiadzie. Zawody odbyły się w resorcie narciarskim Les Arcs ok. 60 km od Albertville. Zawody zostały przyćmione śmiercią szwajcarskiego zawodnika – Nicolasa Bochataya, który zginął rankiem 22 lutego podczas treningu. Fińska zawodniczka Tarja Mulari pobiła rekord świata podczas zawodów, osiągając prędkość 219,245 km/h i tym samym wygrywając zawody żeńskie (poprzedni rekord wynosił 214,723 km/h). Zawody miały miejsce w ośrodku narciarskim Les Arcs w dniach 18-22 lutego 1992.

## Rezultaty

### Mężczyźni – najlepsza 10
| Poz.   | Zawodnik            | Prędkość   |
| ------ | ------------------- | ---------- |
|        | Michael Prufer      | 229.299    |
|        | Philippe Goitschel  | 228.717    |
|        | Jeffrey Hamilton    | 226.700    |
| 4      | Laurent Sistach     | 225.000    |
| 5      | Claude Basile       | 223.464    |
| 6      | Petr Kakes          | 223.325    |
| 7      | James Morgan        | 222.910    |
| 8      | Franz Weber         | 222.222    |
| 9      | Silvano Meli        | 222.085    |
| 10     | John "C.J." Mueller | 221.811    |
| ...... | ............        | .......... |
| 41     | Andrzej Tobiasz     | 188.778    |

### Kobiety – najlepsza 10
| Poz. | Zawodniczka           | Prędkość |
| ---- | --------------------- | -------- |
|      | Tarja Mulari          | 219.245  |
|      | Liss Pettersen        | 212.892  |
|      | Renata Kolarova       | 210.526  |
| 4    | Anna Morin            | 209.790  |
| 5    | Melissa Dimino-Simons | 203.620  |
| 6    | Lark Frolek           | 195.865  |
| 7    | Francoise Beguin      | 195.972  |
| 8    | Jacqueline Blanc      | 199.115  |
| 9    | Lisa Powell           | 193.966  |
| 10   | Kirsten Culver        | 193.548  |

## Tabela medalowa
| Poz.    | Państwo           |   |   |   | Łącznie |
| 1       | Francja           | 1 | 1 | 0 | 2       |
| 2       | Finlandia         | 1 | 0 | 0 | 1       |
| 3       | Norwegia          | 0 | 1 | 0 | 1       |
| 4       | Stany Zjednoczone | 0 | 0 | 1 | 1       |
| 4       | Szwajcaria        | 0 | 0 | 1 | 1       |
|         |                   |   |   |   |         |
| Łącznie | Łącznie           | 2 | 2 | 2 | 6       |